# Волянський Юрій Леонідович
Волянський Юрій Леонідович (нар. 12 лютого 1940 — пом. 17 жовтня 2013) — український вчений у галузі мікробіології та імунології, доктор медичних наук (1980), професор (1981), академік Академії наук вищої школи України (1994), академік Екологічної академії України (1996). Першим в історії незалежної України удостоєний звання Заслуженого діяча науки і техніки України (1991).
У 1983–2013 був директором ХНДІМІ ім. І. І. Мечникова (тепер Інститут мікробіології і імунології імені І.І. Мечникова Академії медичних наук України) та завідувачем кафедри клінічної імунології і мікробіології Харківської медичної академії післядипломної освіти МОЗ України.

## Біографія
Юрій Леонідович Волянський народився 12 лютого 1940 року в селі Новогригорівка Арбузинського району Миколаївської області. 
Він був другою дитиною в багатодітній сім'ї, мав ще двох його братів і сестру: (Алім (нині — віце-адмірал флоту) — старший, Неля (нині лікарка міста Маріуполя) і Леонід — молодші. Батько — Леонід Іванович Волянський (1913 року народження), працював слюсарем у депо станції Помічна Одесько-Кишенівської залізниці, мати — Волянська Катерина Андріївна (1918–2012), працювала вчителькою молодших класів у Новогригорівській початковій школі, нині її імені.
Німецько-радянська війна забрала у родини Волянських батька, який добровільно пішов на фронт (хоч і мав броню від обов'язкового призову) і загинув 7 травня 1944 року під м. Ясси в східній Румунії. Мама, Катерина Андріївна, втративши чоловіка більше не виходила заміж і, маючи чотирьох дітей важко працювала на різних роботах щоб їх виростити, дати їм освіту та вивести в люди. Тому, небезтурботним було післявоєнне дитинство Юрія Леонідовича. Він рано — у 6 років пішов у третій клас школи, куди брала його мама. 
У 1955 році, коли Юрію виповнилось 15 років, він закінчив Воєводську сільську школу і оскільки відразу не вдалося вступити до вишу, він 2 роки пропрацював у колгоспі імені Андреєва цього ж району.
1957–1963 навчався на санітарно-гігієнічному факультеті Одеського медичного інституту імені М. І. Пирогова, після закінчення якого здобув кваліфікацію лікаря за спеціальністю «Санітарно-гігієнічна справа». Ще на третьому курсі він пішов працювати лікпомом Одеської психіатричної лікарні.
Після закінчення інституту (згідно з державним направленням) з 1963 до 1968 року працював заступником головного лікаря Герцаєвської районної лікарні м. Герца Чернівецької області. У 1968 році вступив до аспірантури на кафедру мікробіології Чернівецького медичного інституту, яку успішно закінчив у 1971 році. Тогож року в спеціалізованій раді Кишинівського державного медичного інституту захистив кандидатську дисертацію на тему «Деякі аспекти епідеміології і профілактики стафілококової інфекції».
З 1971 по 1973 рік працював асистентом, а з 1973 до 1976 рік — доцентом кафедри мікробіології Чернівецького медичного інституту. У 1975 році вища атестаційна комісія СРСР присвоїла Волянському Ю. Л. наукове звання «доцент». Протягом 1976–1977 років працював на посадах в. о. завідувача кафедри і доцента кафедри мікробіології Чернівецького медичного інституту, а в 1977 році із сім'єю переїхав до м. Новокузнецьк Кемеровської області, де очолив кафедру мікробіології Новокузнецького інституту удосконалення лікарів.
У 1981 році захистив докторську дисертаційну роботу на тему: «Протимікробна активність нових азот- і фосфоровмісних органічних сполук, фенолів і фероценів». У 1982 році ВАК СРСР присвоїв йому наукове звання «професор». У лютому 1983 року Волянський з родиною переїхав на постійне проживання до Харкова, де очолив Харківський НДІ мікробіології, вакцин та сироваток ім. І. І. Мечникова МОЗ України (тепер Інститут мікробіології і імунології імені І.І. Мечникова Академії медичних наук України), яким керував понад 30 років.

## Наукова діяльність
Ю. Л. Волянський — науковець, авторитетність наукових праць якого визнана світовою спільнотою. Серед широкого кола напрямків наукової діяльності Волянського найзначнішим здобутком є розробка концепції системного аналізу, зіставлення і прогнозування медичних та соціальних наслідків ядерних катастроф на основі всесторонньої оцінки та узагальнення матеріалів з ядерних випробувань на Семипалатинському і Новоземельному полігонах, надзвичайних ситуацій на виробництві «Маяк» (Південний Урал), аварії на Чорнобильській АЕС.
Ним відпрацьовані питання механізмів, етапності, послідовності та тривалості негативних ефектів ядерного враження на окремих територіях, співвідношення стохастичних і нестохастичних явищ у їх поєднанні. Ним сформульована гіпотеза про неадекватність діючих підходів до оцінки окремих наслідків ядерних катастроф виключно з позицій впливу малих доз іонізуючої радіації, оскільки названі ефекти мають комбінований характер. Він обґрунтував висновок про домінуючу роль нейроімуноендокринної регуляції в патології на фоні дії екстремальних факторів надзвичайних ядерних ситуацій.
Велику наукову цінність для України мають досягнення Ю. Л. Волянського в галузі вивчення ВІЛ-інфекції та СНІДу. Ним проаналізовані гіпотези щодо походження цього захворювання, особливостей структури і біологічних властивостей збудника. Він дослідив механізми взаємодії вірусу імунодефіциту людини з рецепторним апаратом клітин-мішеней, розкрив особливості імунного статусу при СНІДі, означив роль аутоімунних процесів у розвитку цього захворювання і при реакції «трансплантат проти господаря».
Ю. Л. Волянський — автор 23 монографій, 418 наукових статей, 23 методичних рекомендацій для лікарів і біологів, 16 лікарських та профілактичних препаратів, прийнятих до промислового виробництва в Україні та за кордоном. Йому належить 67 авторських свідоцтв та патентів України і зарубіжних країн на нові ліки, способи отримання, методи діагностики захворювань.
Він понад 20 років представляв вітчизняну мікробіологічну і фармацевтичну науку на міжнародних конгресах, симпозіумах, з'їздах, конференціях. Підтримував активні міжнародні зв'язки з науковцями Росії, Франції, Японії, Німеччини, США, Куби, Польщі, Угорщини, Італії. Його ім'я занесене до авторитетних міжнародних бібліографічних видань, в тому числі до енциклопедичного словника «Хто є Хто в Україні». За визначні наукові досягнення Юрій Леонідович в 1987 р. був нагороджений Почесною грамотою Президії Верховної Ради України, а в 1991 р. йому першому в незалежній Україні присвоєно почесне звання «Заслужений діяч науки і техніки України».
Ю. Л. Волянський — фундатор авторитетної наукової школи, більшість із науковців якої працює у ВНЗ і науково-дослідних установах України. Під його керівництвом захищені 8 докторських та 32 кандидатські дисертації з медичних, біологічних та ветеринарних наук. Завдяки цим здобуткам та наполегливій, кропіткій організаційній роботі він домігся відкриття у 1991 р. при ІМІ ім. I. I. Мечникова АМН України спеціалізованої ради з захисту кандидатських і докторських дисертацій за спеціальністю «мікробіологія», яку очолював до 1999 р. (до обрання членом експертної ради ВАК України).
Крім того, Юрій Волянський був головою Харківського наукового товариства мікробіологів та епідеміологів, на громадських засадах очолював Харківську філію Українського наукового товариства епідеміологів, мікробіологів і паразитологів ім. К. Д. Заболотного та Харківську філію Українського мікробіологічного товариства (секції мікробіологів та епідеміологів).
Він був членом редколегії провідних вітчизняних і зарубіжних галузевих журналів «Мікробіологічний журнал», «Вісник фармації», «Запорожский медицинский журнал», «Інфекційні хвороби», «Клінічна фармація», «Провізор», «Медична радіологія», «Антибиотики и химиотерапия», «Бюлетень экспериментальной медицины», заснував видання в місті Харкові і був головним редактором міжнародного фахового журналу Аннали Мечниковського Інституту.

## Просвітницька діяльність
Ю. Л. Волянський — організатор і педагог з більш ніж 30-річним стажем викладацької роботи. Він пройшов шлях від аспіранта кафедри до професора, академіка АН Вищої школи України. Ю. Л. Волянський був ініціатором і організатором реформування в 1988 р. Харківського НДІ мікробіології, вакцин та сироваток ім. I. I. Мечникова в Харківський НДІ мікробіології та імунології ім. I. I. Мечникова. За останні роки його наукової діяльності безпосередньо його зусиллями в Інституті було створено низку нових, з сучасним науковим спрямуванням, тематичних підрозділів: лабораторія клінічної імунології та алергології, лабораторія математичного моделювання патологічних, імунологічних та фармакотерапевтичних процесів, лабораторія нових та маловивчених інфекційних захворювань, лабораторія екологічного та епідеміологічного моніторингу.
Ю. Л. Волянський обґрунтував необхідність і в 1987 р. організував при Українському інституті удосконалення лікарів (згодом — Харківська медична академія післядипломної освіти) кафедру клінічної імунології та мікробіології, на якій проходять навчання для підвищення кваліфікації з медичної мікробіології та імунології лікарі і біологи міста Харкова, Харківської області та інших регіонів України.
Ю. Л. Волянський активно співпрацював із багатьма закладами охорони здоров'я, надаючи їм організаційно-методичну та практичну допомогу. Визначним є його особистий внесок в періоди запобігання та ліквідації надзвичайних ситуацій, під час яких на ІМІ ім. I. I. Мечникова АМН України було покладено функції головного координатора центру зі стабілізації ситуації та недопущення масових інфекційних захворювань. Він брав участь в розробці та втіленні протиепідемічних і санітарно-обмежувальних заходів для недопущення розповсюдження в державі особливо небезпечних інфекційних захворювань при виконанні Указів Президента України «Про надзвичайну ситуацію на чуму та необхідні протиепідемічні заходи» (від 30.09.1994 р.), «Про невідкладні заходи боротьби із захворюваннями на холеру» (від 19.09.1994 р.), Постанови Кабінету Міністрів України «Про заходи для припинення поширення захворюваності на холеру та чуму» (№ 679 від 03.10.1994 р.), відповідних наказів та розпоряджень Міністерства охорони здоров'я України.
Найбільш яскравим здобутком Ю. Л. Волянського на цьому напрямку діяльності була високорезультативна робота з ліквідації наслідків аварії на Диканівських очисних спорудах у місті Харкові влітку 1995 року.
Завдяки науково обґрунтованому і чітко виконаному комплексу заходів у надзвичайно складній та нестандартній екологічній ситуації, що виникла в результаті цієї аварії в регіоні Харківської, Донецької та Луганської областей, не було допущено ускладнення епідемічної ситуації, вдалося запобігти масовим бактерійним та вірусним кишковим захворюванням. Пропозиції Волянського щодо заходів з недопущення кишкових інфекцій були взяті за основу «Рішення Урядової комісії по ліквідації наслідків аварії на Диканівських очисних спорудах» (від 17.07.1995 р.).
Видатний вчений і талановитий організатор охорони здоров'я Ю. Л. Волянський пішов із життя 17 жовтня 2013.